# آگام دارشی
آگام دارشی (انگلیسی: Agam Darshi؛ زادهٔ ۱۹۸۷ میلادی) بازیگر پنجابی‌تبار اهل کانادا است. وی از سال ۲۰۰۴ میلادی تاکنون مشغول فعالیت بوده‌است.
از فیلم‌ها یا برنامه‌های تلویزیونی که وی در آن نقش داشته‌است، می‌توان به متل بیتس، کایل ایکس‌وای، زیکس، مارها در هواپیما، موفق باشی چاک، مقصد نهایی ۳، غول آسا، نگهبانان، تسخیر، ۲۰۱۲ و آژانس کارآگاهی جامع دیرک جنتلی اشاره کرد.